# Przeszkoda lotnicza

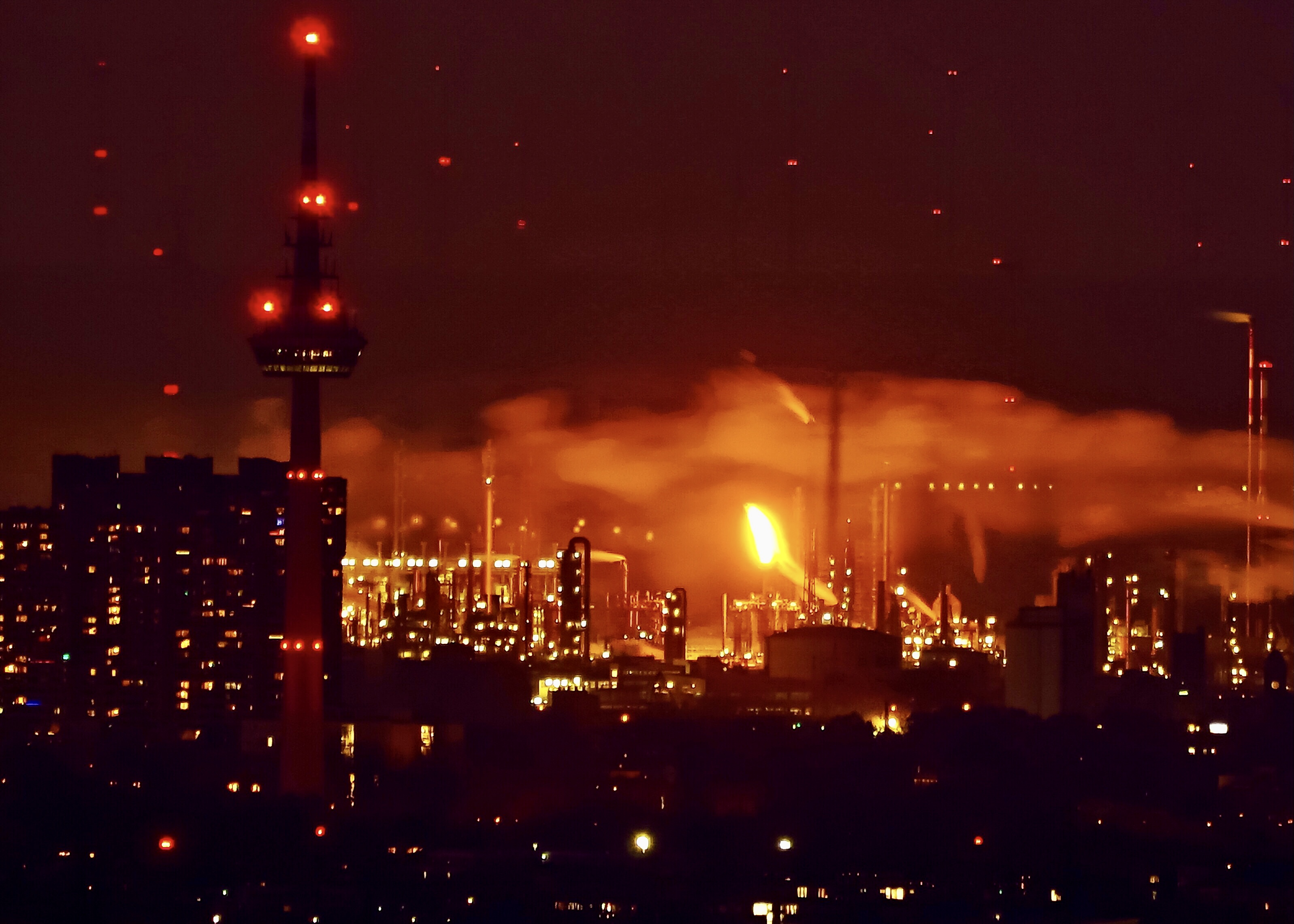
Samolotowe światła ostrzegawcze na wieży telekomunikacyjnej w Mannheim, w tle jasne pochodnie krakera parowego, w oddali światła awaryjne turbin wiatrowych

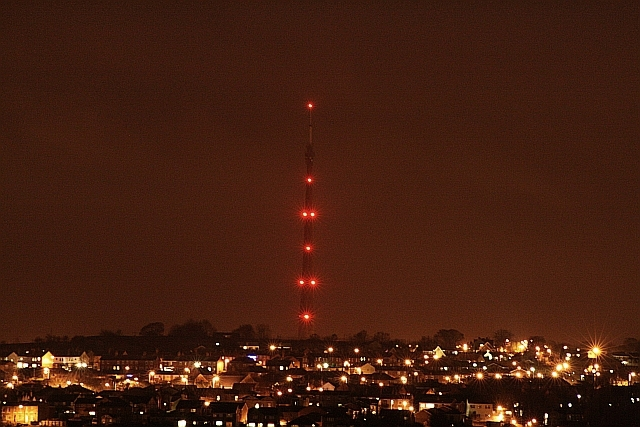
Wieża Emley Moor TV Tower nad miastem Huddersfield oznaczona czerwonym światłem ostrzegawczym

Przeszkoda lotnicza – budynek, obiekt lub wzniosłość terenu, która swoimi wymiarami, a szczególnie wysokością, może zagrażać statkom powietrznym. Powinna być oznaczona w dzień, a szczególnie w nocy czerwonym światłem ostrzegawczym.

## Kategorie przeszkód lotniczych w Polsce
1. obiekty powyżej 150 metrów wysokości
2. obiekty o wysokości 100-150 metrów
3. obiekty o wysokości poniżej 100 metrów.